# RTV Purmerend
RTV Purmerend is de lokale radio- en televisie-omroep van de Nederlandse gemeente Purmerend. De zender is in 1995 opgericht. RTV Purmerend is gevestigd in een voormalige HBS aan de Wilhelminalaan. 
Radio Purmerend zendt uit op de etherfrequentie 104,9 MHz en wordt in de regio Purmerend doorgegeven via de kabel op 103,3 MHz en daarnaast via webstream.
Onderdeel van RTV Purmerend is de kabelkrant TekstTV.

## Geschiedenis
In de begin jaren 90 onderhandelde de werkgroep Paraplu met de gemeente Purmerend over de oprichting van een lokale omroep. Op 8 januari 1995 begon met een eenmalige subsidie de zondagse uitzending Nieuwsstraat. Dit programma werd gemaakt in de huidige ING-bank aan de Nieuwstraat.
Elke zomer is Radio Purmerend op locatie aanwezig bij het zomerfestival Reuring.

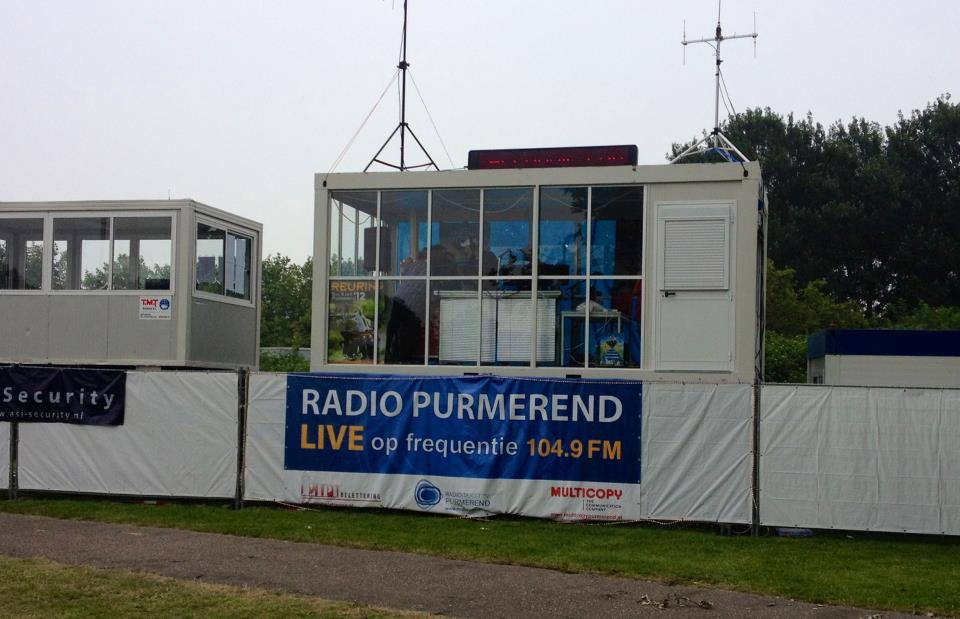
Radio Purmerend op Reuring 2012

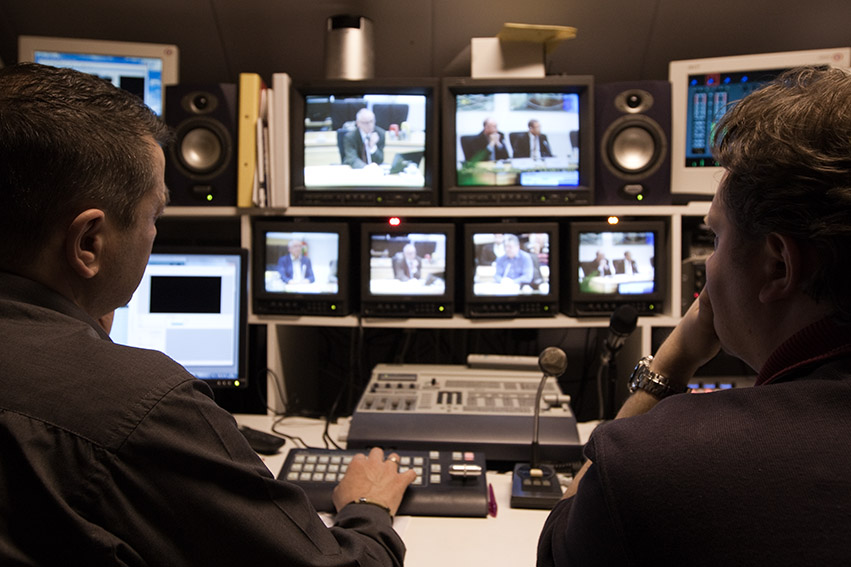
TV Purmerend tijdens een commissie- of raadsvergadering